# همیلتون (ایلینوی)
همیلتون، ایلینوی (به انگلیسی: Hamilton, Illinois) یک شهر در ایالات متحده آمریکا با جمعیت ۳٬۰۲۹ نفر است که در شهرستان هنکوک واقع شده‌است.